# 秀英区
秀英区（しゅうえい-く）は中華人民共和国海南省海口市に位置する市轄区。

## 行政区画
下部に2街道、6鎮を管轄する
- 街道
  - 秀英街道、海秀街道
- 鎮
  - 長流鎮、西秀鎮、海秀鎮、石山鎮、永興鎮、東山鎮

## 交通

### 鉄道
- 中国鉄路総公司
  - 海南東環鉄道、海南西環高速鉄道、海南西環線
    - 海口駅
    - 秀英駅

### 道路
- 高速道路
  - 海南地区環線高速道路
  - 海南中線高速道路
- 国道
  - G224国道
  - G225国道